# ピョン吉・ロックンロール
『ピョン吉・ロックンロール』（ピョンきち・ロックンロール）は、とんねるずの1枚目のシングル。1981年8月25日にバップから発売。1985年12月1日にジャケット・デザインを変更し再発売。

## 概要
このシングルにはジャケットデザインの異なる2種類の型番のものが存在する。
放送開始直前に発売された初版レコード（バップ 10007-07）ではジャケット表面にはアニメ「新・ど根性ガエル」に登場するキャラクターのイラストが使われており、とんねるずの写真はジャケット内面に小さく掲載されているのみである。
アニメの放送終了から3年経過し、とんねるずがブレイクした後の1985年12月に再発売されたレコード（バップ 10214-07）では、ジャケット表面にとんねるずの写真と「新・ど根性ガエル」に登場するピョン吉のイラストが使われている。
本来はこの曲がとんねるずのデビュー曲となるところだが、この曲と2枚目のシングル曲『ヤバシびっちな女デイト・ナイト』は企画曲扱いとされるため、3枚目のシングル曲『一気!』が正式なデビュー曲扱いとされている。

## 収録曲
1. ピョン吉・ロックンロール
  - 作詞・作曲：横浜銀蝿／編曲：小六禮次郎
  - 日本テレビ系「新・ど根性ガエル」オープニングテーマ
  - ジャケット裏の歌詞カードには、翔が作詞を担当したことが明示されている。
2. 夢行きチケット
  - 作詞：大津あきら／作曲：加瀬邦彦／編曲：小六禮次郎
  - 日本テレビ系「新・ど根性ガエル」エンディングテーマ

## 収録アルバム
- ピョン吉・ロックンロール
  - オムニバス盤『日テレ60 & YTV55 アニメソング アルティメットBOXI -昭和篇-』（バップ、2013年10月23日発売、規格品番：VPCG-84952）
- 夢行きチケット
  - オムニバス盤『日テレ60 & YTV55 アニメソング アルティメットBOXI -昭和篇-』